# Liste der Baudenkmale in der Altstadt von Hameln
In der Liste der Baudenkmale in der Altstadt von Hameln sind Baudenkmale in einem Teilbereich der niedersächsischen Stadt Hameln aufgelistet.
Die Hamelner Altstadt wird von den Straßen Thiewall, Kastanienwall, Ostertorwall, Münsterwall und dem Weserufer umschlossen.
Die Baudenkmale in Hameln außerhalb der Altstadt sind in der Liste der Baudenkmale in Hameln aufgelistet.

## Allgemein
In den Spalten befinden sich folgende Informationen:
- Lage: die Adresse des Baudenkmales und die geographischen Koordinaten. Kartenansicht, um Koordinaten zu setzen. In der Kartenansicht sind Baudenkmale ohne Koordinaten mit einem roten Marker dargestellt und können in der Karte gesetzt werden. Baudenkmale ohne Bild sind mit einem blauen Marker gekennzeichnet, Baudenkmale mit Bild mit einem grünen Marker.
- Bezeichnung: Bezeichnung des Baudenkmales
- Beschreibung: die Beschreibung des Baudenkmales. Unter § 3 Abs. 2 NDSchG werden Einzeldenkmale und unter § 3 Abs. 3 NDSchG Gruppen baulicher Anlagen und deren Bestandteile ausgewiesen.
- ID: die Objekt-ID des Baudenkmales
- Bild: ein Bild des Baudenkmales, ggf. zusätzlich mit einem Link zu weiteren Fotos des Baudenkmals im Medienarchiv Wikimedia Commons. Wenn man auf das Kamerasymbol klickt, können Fotos zu Baudenkmalen aus dieser Liste hochgeladen werden:

## Baudenkmalgruppen

### Gruppe: Wohnhäuser Alte Marktstraße
Die Gruppe „Wohnhäuser Alte Marktstraße“ hat die ID 35205140.

| Lage                                            | Bezeichnung              | Beschreibung                                         | ID       | Bild |
| ----------------------------------------------- | ------------------------ | ---------------------------------------------------- | -------- | ---- |
| Neue Marktstraße 35 52° 6′ 11″ N, 9° 21′ 37″ O  | Wohnhaus                 |                                                      | 35222504 |      |
| Alte Marktstraße 1 52° 6′ 11″ N, 9° 21′ 36″ O   | Gasthaus                 |                                                      | 35219176 |      |
| Alte Marktstraße 2 52° 6′ 11″ N, 9° 21′ 35″ O   | Wohn-/Wirtschaftsgebäude |                                                      | 35219198 |      |
| Alte Marktstraße 3 52° 6′ 10″ N, 9° 21′ 35″ O   | Wohnhaus                 |                                                      | 35219220 |      |
| Alte Marktstraße 4 52° 6′ 10″ N, 9° 21′ 35″ O   | Wohnhaus                 |                                                      | 35219242 |      |
| Alte Marktstraße 5 52° 6′ 10″ N, 9° 21′ 35″ O   | Wohnhaus                 |                                                      | 35219264 |      |
| Alte Marktstraße 6 52° 6′ 10″ N, 9° 21′ 35″ O   | Wohnhaus                 |                                                      | 35219286 |      |
| Alte Marktstraße 8 52° 6′ 8″ N, 9° 21′ 33″ O    | Wohnhaus                 |                                                      | 35219330 |      |
| Großehofstraße 47 52° 6′ 8″ N, 9° 21′ 33″ O     | Wohnhaus                 | Abriss zwischen März und September 2022              | 35221416 |      |
| Großehofstraße 46 52° 6′ 8″ N, 9° 21′ 33″ O     | Wohnhaus                 |                                                      | 35221394 |      |
| Großehofstraße 45 52° 6′ 8″ N, 9° 21′ 33″ O     | Wohnhaus                 |                                                      | 35221372 |      |
| Alte Marktstraße 9 52° 6′ 8″ N, 9° 21′ 33″ O    | Wohn-/Wirtschaftsgebäude |                                                      | 35219352 |      |
| Alte Marktstraße 10 52° 6′ 8″ N, 9° 21′ 32″ O   | Wohnhaus                 |                                                      | 35219374 |      |
| Alte Marktstraße 10 A 52° 6′ 8″ N, 9° 21′ 32″ O | Gasthaus                 |                                                      | 35219396 |      |
| Alte Marktstraße 11 52° 6′ 8″ N, 9° 21′ 31″ O   | Wohnhaus                 |                                                      | 35219418 |      |
| Alte Marktstraße 13 52° 6′ 8″ N, 9° 21′ 30″ O   | Wohnhaus                 |                                                      | 35219461 |      |
| Alte Marktstraße 14 52° 6′ 8″ N, 9° 21′ 30″ O   | Wohnhaus                 |                                                      | 35219483 |      |
| Alte Marktstraße 15 52° 6′ 7″ N, 9° 21′ 29″ O   | Wohn-/Geschäftshaus      |                                                      | 35219505 |      |
| Alte Marktstraße 16 52° 6′ 7″ N, 9° 21′ 29″ O   | Wohnhaus                 |                                                      | 35219527 |      |
| Alte Marktstraße 17 52° 6′ 7″ N, 9° 21′ 28″ O   | Wohnhaus                 |                                                      | 35219549 |      |
| Alte Marktstraße 19 52° 6′ 7″ N, 9° 21′ 27″ O   | Wohnhaus                 |                                                      | 35219594 |      |
| Alte Marktstraße 27 52° 6′ 8″ N, 9° 21′ 27″ O   | Wohnhaus                 | (zugleich Teil der Gruppe „Wohnhäuser Hummenstraße“) | 35214368 |      |
| Hummenstraße 9 52° 6′ 8″ N, 9° 21′ 28″ O        | Wohnhaus                 | (zugleich Teil der Gruppe „Wohnhäuser Hummenstraße“) | 35221599 |      |
| Alte Marktstraße 29 52° 6′ 8″ N, 9° 21′ 28″ O   | Wohnhaus                 |                                                      | 35219154 |      |
| Alte Marktstraße 31 52° 6′ 8″ N, 9° 21′ 29″ O   | Gasthaus                 |                                                      | 35219639 |      |
| Alte Marktstraße 32 52° 6′ 8″ N, 9° 21′ 29″ O   | Wohnhaus                 |                                                      | 35219661 |      |
| Alte Marktstraße 33 52° 6′ 8″ N, 9° 21′ 29″ O   | Wohnhaus                 |                                                      | 35219683 |      |
| Alte Marktstraße 34 52° 6′ 8″ N, 9° 21′ 30″ O   | Wohnhaus                 |                                                      | 35219705 |      |
| Alte Marktstraße 35 52° 6′ 8″ N, 9° 21′ 30″ O   | Wohnhaus                 |                                                      | 35219727 |      |
| Alte Marktstraße 35 52° 6′ 8″ N, 9° 21′ 31″ O   | Wohnhaus                 |                                                      | 35219749 |      |
| Alte Marktstraße 37 52° 6′ 8″ N, 9° 21′ 31″ O   | Wohnhaus                 |                                                      | 35219771 |      |
| Alte Marktstraße 38 52° 6′ 9″ N, 9° 21′ 32″ O   | Wohnhaus                 |                                                      | 35219793 |      |
| Alte Marktstraße 39 52° 6′ 9″ N, 9° 21′ 32″ O   | Wohnhaus                 |                                                      | 35219815 |      |
| Alte Marktstraße 40 52° 6′ 9″ N, 9° 21′ 32″ O   | Wohnhaus                 |                                                      | 35219837 |      |
| Alte Marktstraße 41 52° 6′ 9″ N, 9° 21′ 33″ O   | Wohn-/Wirtschaftsgebäude |                                                      | 35219859 |      |
| Alte Marktstraße 42 52° 6′ 9″ N, 9° 21′ 33″ O   | Wohn-/Wirtschaftsgebäude |                                                      | 35219881 |      |
| Alte Marktstraße 43 52° 6′ 9″ N, 9° 21′ 34″ O   | Wohn-/Wirtschaftsgebäude |                                                      | 35219903 |      |
| Alte Marktstraße 44 52° 6′ 10″ N, 9° 21′ 34″ O  | Wohn-/Wirtschaftsgebäude |                                                      | 35219925 |      |
| Alte Marktstraße 45 52° 6′ 10″ N, 9° 21′ 34″ O  | Wohn-/Geschäftshaus      |                                                      | 35219947 |      |
| Alte Marktstraße 46 52° 6′ 10″ N, 9° 21′ 34″ O  | Wohn-/Geschäftshaus      |                                                      | 35219969 |      |
| Alte Marktstraße 47 52° 6′ 10″ N, 9° 21′ 34″ O  | Wohnhaus                 |                                                      | 35219991 |      |
| Alte Marktstraße 48 52° 6′ 10″ N, 9° 21′ 34″ O  | Wohnhaus                 |                                                      | 35220013 |      |
| Alte Marktstraße 49 52° 6′ 11″ N, 9° 21′ 34″ O  | Wohnhaus                 |                                                      | 35220035 |      |
| Alte Marktstraße 50 52° 6′ 11″ N, 9° 21′ 35″ O  | Wohnhaus                 |                                                      | 35220057 |      |
| Alte Marktstraße 51 52° 6′ 11″ N, 9° 21′ 35″ O  | Wohnhaus                 |                                                      | 35220079 |      |

### Gruppe: Straßenzug Bäckerstraße
Die Gruppe „Straßenzug Bäckerstraße“ hat die ID 35205247.

| Lage                                       | Bezeichnung         | Beschreibung                                                    | ID       | Bild           |
| ------------------------------------------ | ------------------- | --------------------------------------------------------------- | -------- | -------------- |
| Bäckerstraße 12 52° 6′ 11″ N, 9° 21′ 23″ O | Apotheke            |                                                                 | 35220171 |                |
| Bäckerstraße 13 52° 6′ 10″ N, 9° 21′ 23″ O | Wohn-/Geschäftshaus |                                                                 | 35220191 |                |
| Bäckerstraße 14 52° 6′ 10″ N, 9° 21′ 23″ O | Wohn-/Geschäftshaus |                                                                 | 35220213 |                |
| Bäckerstraße 15 52° 6′ 10″ N, 9° 21′ 23″ O | Wohn-/Geschäftshaus |                                                                 | 35220235 |                |
| Bäckerstraße 16 52° 6′ 9″ N, 9° 21′ 23″ O  | Gasthaus            | Rattenkrug                                                      | 35220257 | Weitere Bilder |
| Bäckerstraße 17 52° 6′ 9″ N, 9° 21′ 23″ O  | Wohn-/Geschäftshaus |                                                                 | 35220280 |                |
| Bäckerstraße 18 52° 6′ 8″ N, 9° 21′ 23″ O  | Bank (Geldinstitut) |                                                                 | 35220302 |                |
| Bäckerstraße 19 52° 6′ 8″ N, 9° 21′ 23″ O  | Wohn-/Geschäftshaus |                                                                 | 35220322 |                |
| Bäckerstraße 20 52° 6′ 8″ N, 9° 21′ 23″ O  | Wohn-/Geschäftshaus |                                                                 | 35220344 |                |
| Bäckerstraße 21 52° 6′ 7″ N, 9° 21′ 23″ O  | Wohn-/Geschäftshaus |                                                                 | 35220366 |                |
| Bäckerstraße 22 52° 6′ 7″ N, 9° 21′ 23″ O  | Wohn-/Geschäftshaus |                                                                 | 35220388 |                |
| Kopmanshof 72 52° 6′ 7″ N, 9° 21′ 24″ O    | Wohnhaus            |                                                                 | 35220410 |                |
| Bäckerstraße 31 52° 6′ 4″ N, 9° 21′ 21″ O  | Wohnhaus            |                                                                 | 35220455 |                |
| Bäckerstraße 32 52° 6′ 4″ N, 9° 21′ 21″ O  | Wohn-/Geschäftshaus |                                                                 | 35220478 |                |
| Bäckerstraße 33 52° 6′ 4″ N, 9° 21′ 21″ O  | Wohn-/Geschäftshaus |                                                                 | 35220500 |                |
| Bäckerstraße 34 52° 6′ 5″ N, 9° 21′ 21″ O  | Wohn-/Geschäftshaus |                                                                 | 35220522 |                |
| Bäckerstraße 35 52° 6′ 5″ N, 9° 21′ 21″ O  | Wohn-/Geschäftshaus |                                                                 | 35220544 |                |
| Bäckerstraße 36 52° 6′ 5″ N, 9° 21′ 21″ O  | Scheune             |                                                                 | 35220588 |                |
| Am Beguinenhof 3 52° 6′ 6″ N, 9° 21′ 20″ O | Wohn-/Geschäftshaus | Beguinenhof                                                     | 35220101 |                |
| Bäckerstraße 38 52° 6′ 6″ N, 9° 21′ 21″ O  | Wohn-/Geschäftshaus |                                                                 | 35220610 |                |
| Bäckerstraße 40 52° 6′ 7″ N, 9° 21′ 20″ O  | Wohn-/Geschäftshaus |                                                                 | 35220632 |                |
| Bäckerstraße 41 52° 6′ 8″ N, 9° 21′ 21″ O  | Wohn-/Geschäftshaus |                                                                 | 35220654 |                |
| Bäckerstraße 42 52° 6′ 8″ N, 9° 21′ 21″ O  | Wohn-/Geschäftshaus |                                                                 | 35220676 |                |
| Bäckerstraße 43 52° 6′ 8″ N, 9° 21′ 21″ O  | Wohn-/Geschäftshaus |                                                                 | 35220698 |                |
| Bäckerstraße 44 52° 6′ 9″ N, 9° 21′ 21″ O  | Wohn-/Geschäftshaus |                                                                 | 35220720 |                |
| Bäckerstraße 45 52° 6′ 9″ N, 9° 21′ 21″ O  | Wohn-/Geschäftshaus |                                                                 | 35220762 |                |
| Bäckerstraße 46 52° 6′ 10″ N, 9° 21′ 21″ O | Wohn-/Geschäftshaus |                                                                 | 35220784 |                |
| Bäckerstraße 47 52° 6′ 10″ N, 9° 21′ 21″ O | Wohn-/Geschäftshaus |                                                                 | 35220806 |                |
| Bäckerstraße 48 52° 6′ 10″ N, 9° 21′ 21″ O | Wohn-/Geschäftshaus |                                                                 | 35220828 |                |
| Bäckerstraße 49 52° 6′ 11″ N, 9° 21′ 22″ O | Wohn-/Geschäftshaus |                                                                 | 35220850 |                |
| Bäckerstraße 50 52° 6′ 11″ N, 9° 21′ 22″ O | Wohn-/Geschäftshaus | (zugleich Teil der Gruppe „Wohn-/Geschäftshäuser Wendenstraße“) | 35206550 |                |
| Bäckerstraße 50 52° 6′ 11″ N, 9° 21′ 21″ O | Wohnhaus            | (zugleich Teil der Gruppe „Wohn-/Geschäftshäuser Wendenstraße“) | 35206574 |                |
| Bäckerstraße 51 52° 6′ 12″ N, 9° 21′ 22″ O | Wohn-/Geschäftshaus | (zugleich Teil der Gruppe „Wohn-/Geschäftshäuser Wendenstraße“) | 35206598 |                |

### Gruppe: Wohnhäuser Baustraße 2–9
Die Gruppe „Wohnhäuser Baustraße 2–9“ hat die ID 35205337.

| Lage                                   | Bezeichnung         | Beschreibung | ID       | Bild |
| -------------------------------------- | ------------------- | ------------ | -------- | ---- |
| Baustraße 2 52° 6′ 23″ N, 9° 21′ 22″ O | Wohnhaus            |              | 35217135 |      |
| Baustraße 3 52° 6′ 23″ N, 9° 21′ 23″ O | Gasthaus            |              | 35217159 |      |
| Baustraße 4 52° 6′ 23″ N, 9° 21′ 24″ O | Wohnhaus            |              | 35217183 |      |
| Baustraße 5 52° 6′ 23″ N, 9° 21′ 25″ O | Wohn-/Geschäftshaus |              | 35217207 |      |
| Baustraße 6 52° 6′ 23″ N, 9° 21′ 25″ O | Wohn-/Geschäftshaus |              | 35217231 |      |
| Baustraße 7 52° 6′ 23″ N, 9° 21′ 25″ O | Wohn-/Geschäftshaus |              | 35217255 |      |
| Baustraße 8 52° 6′ 23″ N, 9° 21′ 26″ O | Wohn-/Geschäftshaus |              | 35217279 |      |
| Baustraße 9 52° 6′ 22″ N, 9° 21′ 27″ O | Wohn-/Geschäftshaus |              | 35217303 |      |

### Gruppe: Wohn-/Geschäftshäuser Baustraße 63–66
Die Gruppe „Wohn-/Geschäftshäuser Baustraße 63–66“ hat die ID 35205352.

| Lage                                    | Bezeichnung         | Beschreibung | ID       | Bild |
| --------------------------------------- | ------------------- | ------------ | -------- | ---- |
| Baustraße 63 52° 6′ 22″ N, 9° 21′ 26″ O | Wohn-/Geschäftshaus |              | 35217327 |      |
| Baustraße 64 52° 6′ 22″ N, 9° 21′ 25″ O | Wohn-/Geschäftshaus |              | 35217351 |      |
| Baustraße 65 52° 6′ 22″ N, 9° 21′ 24″ O | Wohn-/Geschäftshaus |              | 35217375 |      |
| Baustraße 66 52° 6′ 22″ N, 9° 21′ 24″ O | Wohn-/Geschäftshaus |              | 35217399 |      |

### Gruppe: Wohn-/Geschäftshäuser Emmernstraße 11/13
Die Gruppe „Wohn-/Geschäftshäuser Emmernstraße 11/13“ hat die ID 35205292.

| Lage                                       | Bezeichnung         | Beschreibung | ID       | Bild |
| ------------------------------------------ | ------------------- | ------------ | -------- | ---- |
| Emmernstraße 11 52° 6′ 21″ N, 9° 21′ 27″ O | Wohn-/Geschäftshaus |              | 35217423 |      |
| Emmernstraße 13 52° 6′ 22″ N, 9° 21′ 27″ O | Wohn-/Geschäftshaus |              | 35217447 |      |

### Gruppe: WGH Emmernstr. 15–19, 26–30
Die Gruppe „WGH Emmernstr. 15–19, 26–30“ hat die ID 35205307.

| Lage                                       | Bezeichnung         | Beschreibung | ID       | Bild |
| ------------------------------------------ | ------------------- | ------------ | -------- | ---- |
| Emmernstraße 15 52° 6′ 23″ N, 9° 21′ 27″ O | Wohn-/Geschäftshaus |              | 35217471 |      |
| Emmernstraße 17 52° 6′ 23″ N, 9° 21′ 27″ O | Wohn-/Geschäftshaus |              | 35217495 |      |
| Emmernstraße 19 52° 6′ 24″ N, 9° 21′ 27″ O | Wohn-/Geschäftshaus |              | 35217519 |      |
| Emmernstraße 26 52° 6′ 23″ N, 9° 21′ 29″ O | Wohn-/Geschäftshaus |              | 35217591 |      |
| Emmernstraße 28 52° 6′ 24″ N, 9° 21′ 29″ O | Wohn-/Geschäftshaus |              | 35217615 |      |
| Emmernstraße 30 52° 6′ 24″ N, 9° 21′ 29″ O | Wohn-/Geschäftshaus |              | 35217639 |      |

### Gruppe: Wohn-/Geschäftshäuser Emmernstraße 20/22
Die Gruppe „Wohn-/Geschäftshäuser Emmernstraße 20/22“ hat die ID 35205277.

| Lage                                       | Bezeichnung         | Beschreibung | ID       | Bild |
| ------------------------------------------ | ------------------- | ------------ | -------- | ---- |
| Emmernstraße 20 52° 6′ 21″ N, 9° 21′ 28″ O | Wohn-/Geschäftshaus |              | 35217543 |      |
| Emmernstraße 22 52° 6′ 22″ N, 9° 21′ 28″ O | Wohn-/Geschäftshaus |              | 35217567 |      |

### Gruppe: Wohn-/Geschäftshäuser Fischpfortenstraße 18–23
Die Gruppe „Wohn-/Geschäftshäuser Fischpfortenstraße 18–23“ hat die ID 35205412.

| Lage                                             | Bezeichnung         | Beschreibung | ID       | Bild |
| ------------------------------------------------ | ------------------- | ------------ | -------- | ---- |
| Fischpfortenstraße 18 52° 6′ 15″ N, 9° 21′ 21″ O | Wohn-/Geschäftshaus |              | 35206662 |      |
| Fischpfortenstraße 19 52° 6′ 15″ N, 9° 21′ 21″ O | Wohn-/Geschäftshaus |              | 35206686 |      |
| Fischpfortenstraße 20 52° 6′ 15″ N, 9° 21′ 20″ O | Wohn-/Geschäftshaus |              | 35206710 |      |
| Fischpfortenstraße 21 52° 6′ 15″ N, 9° 21′ 20″ O | Wohn-/Geschäftshaus |              | 35206734 |      |
| Fischpfortenstraße 22 52° 6′ 15″ N, 9° 21′ 19″ O | Wohn-/Geschäftshaus |              | 35206758 |      |
| Fischpfortenstraße 23 52° 6′ 15″ N, 9° 21′ 19″ O | Wohn-/Geschäftshaus |              | 35206782 |      |

### Gruppe: Wohnhäuser Fischpfortenstraße 4–11 und 26–29
Die Gruppe „Wohnhäuser Fischpfortenstraße 4–11 und 26–29“ hat die ID 35205397.

| Lage                                             | Bezeichnung | Beschreibung | ID       | Bild |
| ------------------------------------------------ | ----------- | ------------ | -------- | ---- |
| Sudetenstraße 6 52° 6′ 15″ N, 9° 21′ 15″ O       | Wohnhaus    |              | 35218719 |      |
| Fischpfortenstraße 4 52° 6′ 15″ N, 9° 21′ 15″ O  | Wohnhaus    |              | 35217663 |      |
| Fischpfortenstraße 5 52° 6′ 15″ N, 9° 21′ 16″ O  | Wohnhaus    |              | 35217687 |      |
| Fischpfortenstraße 6 52° 6′ 15″ N, 9° 21′ 17″ O  | Wohnhaus    |              | 35217711 |      |
| Fischpfortenstraße 7 52° 6′ 15″ N, 9° 21′ 17″ O  | Wohnhaus    |              | 35217735 |      |
| Fischpfortenstraße 8 52° 6′ 15″ N, 9° 21′ 18″ O  | Wohnhaus    |              | 35217759 |      |
| Fischpfortenstraße 9 52° 6′ 15″ N, 9° 21′ 18″ O  | Wohnhaus    |              | 35217783 |      |
| Fischpfortenstraße 10 52° 6′ 15″ N, 9° 21′ 18″ O | Wohnhaus    |              | 35217807 |      |
| Fischpfortenstraße 11 52° 6′ 16″ N, 9° 21′ 19″ O | Wohnhaus    |              | 35217831 |      |
| Fischpfortenstraße 26 52° 6′ 15″ N, 9° 21′ 16″ O | Wohnhaus    |              |          |      |
| Fischpfortenstraße 27 52° 6′ 15″ N, 9° 21′ 16″ O | Wohnhaus    |              |          |      |
| Fischpfortenstraße 28 52° 6′ 15″ N, 9° 21′ 16″ O | Wohnhaus    |              |          |      |
| Fischpfortenstraße 29 52° 6′ 15″ N, 9° 21′ 15″ O | Wohnhaus    |              |          |      |

### Gruppe: Wohnhäuser Großehofstraße
Die Gruppe „Wohnhäuser Großehofstraße“ hat die ID 35205187.

| Lage                                        | Bezeichnung | Beschreibung               | ID       | Bild |
| ------------------------------------------- | ----------- | -------------------------- | -------- | ---- |
| Großehofstraße 6 52° 6′ 5″ N, 9° 21′ 31″ O  | Wohnhaus    |                            | 35214805 |      |
| Großehofstraße 7 52° 6′ 5″ N, 9° 21′ 31″ O  | Wohnhaus    |                            | 35214829 |      |
| Großehofstraße 8 52° 6′ 5″ N, 9° 21′ 30″ O  | Wohnhaus    |                            | 35214853 |      |
| Großehofstraße 9 52° 6′ 5″ N, 9° 21′ 30″ O  | Wohnhaus    |                            | 35214877 |      |
| Großehofstraße 10 52° 6′ 5″ N, 9° 21′ 30″ O | Wohnhaus    |                            | 35214901 |      |
| Großehofstraße 31 52° 6′ 6″ N, 9° 21′ 30″ O | Wohnhaus    | Wohnhaus von Elsa Buchwitz | 35214925 |      |
| Großehofstraße 33 52° 6′ 6″ N, 9° 21′ 30″ O | Wohnhaus    |                            | 35214949 |      |
| Großehofstraße 35 52° 6′ 6″ N, 9° 21′ 31″ O | Wohnhaus    |                            | 35214973 |      |
| Großehofstraße 36 52° 6′ 6″ N, 9° 21′ 31″ O | Wohnhaus    |                            | 35214997 |      |
| Großehofstraße 37 52° 6′ 6″ N, 9° 21′ 31″ O | Wohnhaus    |                            | 35215021 |      |
| Großehofstraße 38 52° 6′ 6″ N, 9° 21′ 32″ O | Wohnhaus    |                            | 35215045 |      |
| Großehofstraße 39 52° 6′ 6″ N, 9° 21′ 32″ O | Wohnhaus    |                            | 35215069 |      |
| Großehofstraße 40 52° 6′ 6″ N, 9° 21′ 32″ O | Wohnhaus    |                            | 35215093 |      |
| Großehofstraße 41 52° 6′ 6″ N, 9° 21′ 33″ O | Wohnhaus    |                            | 35215117 |      |
| Großehofstraße 42 52° 6′ 6″ N, 9° 21′ 33″ O | Wohnhaus    |                            | 35215141 |      |
| Großehofstraße 43 52° 6′ 6″ N, 9° 21′ 33″ O | Wohnhaus    |                            | 35215165 |      |
| Großehofstraße 44 52° 6′ 6″ N, 9° 21′ 33″ O | Wohnhaus    |                            | 35215189 |      |

### Gruppe: Wohnhäuser Hummenstraße
Die Gruppe „Wohnhäuser Hummenstraße“ hat die ID 35205217.

| Lage                                          | Bezeichnung | Beschreibung                                                           | ID       | Bild |
| --------------------------------------------- | ----------- | ---------------------------------------------------------------------- | -------- | ---- |
| Hummenstraße 2 52° 6′ 9″ N, 9° 21′ 28″ O      | Wohnhaus    |                                                                        | 35215237 |      |
| Hummenstraße 3 52° 6′ 9″ N, 9° 21′ 28″ O      | Wohnhaus    |                                                                        | 35215261 |      |
| Hummenstraße 4 52° 6′ 9″ N, 9° 21′ 28″ O      | Wohnhaus    |                                                                        | 35215285 |      |
| Hummenstraße 5 52° 6′ 9″ N, 9° 21′ 28″ O      | Wohnhaus    |                                                                        | 35215309 |      |
| Hummenstraße 6 52° 6′ 9″ N, 9° 21′ 28″ O      | Wohnhaus    |                                                                        | 35215333 |      |
| Hummenstraße 7 52° 6′ 8″ N, 9° 21′ 28″ O      | Wohnhaus    |                                                                        | 35215357 |      |
| Hummenstraße 9 52° 6′ 8″ N, 9° 21′ 28″ O      | Wohnhaus    | (zugleich Teil der Gruppe „Wohnhäuser Alte Marktstraße“)               | 35221599 | BW   |
| Alte Marktstraße 27 52° 6′ 8″ N, 9° 21′ 27″ O | Wohnhaus    | (zugleich Teil der Gruppe „Wohnhäuser Alte Marktstraße“)               | 35214368 |      |
| Hummenstraße 11 52° 6′ 8″ N, 9° 21′ 27″ O     | Wohnhaus    |                                                                        | 35215381 |      |
| Hummenstraße 12 52° 6′ 8″ N, 9° 21′ 27″ O     | Wohnhaus    | Von Elsa Buchwitz restauriertes Haus, seit 1983 Pfannkuchen-Restaurant | 35215405 |      |
| Hummenstraße 12a 52° 6′ 8″ N, 9° 21′ 27″ O    | Wohnhaus    |                                                                        | 35215429 |      |
| Hummenstraße 14 52° 6′ 9″ N, 9° 21′ 27″ O     | Wohnhaus    |                                                                        | 35215453 |      |
| Hummenstraße 15 52° 6′ 9″ N, 9° 21′ 27″ O     | Wohnhaus    |                                                                        | 35215477 |      |
| Hummenstraße 16 52° 6′ 9″ N, 9° 21′ 27″ O     | Wohnhaus    |                                                                        | 35215501 |      |
| Hummenstraße 17 52° 6′ 9″ N, 9° 21′ 27″ O     | Wohnhaus    |                                                                        | 35215525 |      |
| Hummenstraße 19 52° 6′ 10″ N, 9° 21′ 27″ O    | Wohnhaus    |                                                                        | 35215549 |      |
| Hummenstraße 20 52° 6′ 10″ N, 9° 21′ 27″ O    | Wohnhaus    |                                                                        | 35215573 |      |
| Hummenstraße 21 52° 6′ 10″ N, 9° 21′ 27″ O    | Wohnhaus    |                                                                        | 35215597 |      |
| Hummenstraße 22 52° 6′ 10″ N, 9° 21′ 27″ O    | Wohnhaus    |                                                                        | 35215621 |      |
| Hummenstraße 23 52° 6′ 11″ N, 9° 21′ 27″ O    | Gasthaus    | Alte Post                                                              | 35215645 |      |

### Gruppe: Wohnhäuser Kleine Straße
Die Gruppe „Wohnhäuser Kleine Straße“ hat die ID 35205262.

| Lage                                           | Bezeichnung         | Beschreibung                                                            | ID       | Bild |
| ---------------------------------------------- | ------------------- | ----------------------------------------------------------------------- | -------- | ---- |
| Kleine Straße 5 52° 6′ 14″ N, 9° 21′ 28″ O     | Wohnhaus            |                                                                         | 35217951 |      |
| Kleine Straße 6 52° 6′ 14″ N, 9° 21′ 28″ O     | Wohnhaus            |                                                                         | 35217975 | BW   |
| Kleine Straße 7 52° 6′ 14″ N, 9° 21′ 28″ O     | Wohnhaus            |                                                                         | 35217999 |      |
| Kleine Straße 8 52° 6′ 13″ N, 9° 21′ 28″ O     | Wohnhaus            |                                                                         | 35218023 |      |
| Kleine Straße 9 52° 6′ 13″ N, 9° 21′ 28″ O     | Wohnhaus            |                                                                         | 35218047 |      |
| Kleine Straße 10 52° 6′ 13″ N, 9° 21′ 28″ O    | Wohnhaus            |                                                                         | 35218071 |      |
| Kleine Straße 11 52° 6′ 13″ N, 9° 21′ 28″ O    | Wohnhaus            |                                                                         | 35218095 |      |
| Kleine Straße 12 52° 6′ 12″ N, 9° 21′ 28″ O    | Wohnhaus            |                                                                         | 35218119 |      |
| Neue Marktstraße 18 52° 6′ 11″ N, 9° 21′ 29″ O | Gasthaus            | (zugleich Teil der Gruppe „Wohnhäuser Neue Marktstraße“)                | 35218479 |      |
| Neue Marktstraße 17 52° 6′ 11″ N, 9° 21′ 28″ O | Wohn-/Geschäftshaus | (zugleich Teil der Gruppe „Wohnhäuser Neue Marktstraße“)                | 35218455 |      |
| Kleine Straße 14 52° 6′ 12″ N, 9° 21′ 28″ O    | Wohnhaus            |                                                                         | 35218143 |      |
| Kleine Straße 15 52° 6′ 12″ N, 9° 21′ 28″ O    | Wohnhaus            |                                                                         | 35218167 |      |
| Kleine Straße 16 52° 6′ 12″ N, 9° 21′ 28″ O    | Wohnhaus            |                                                                         | 35218191 |      |
| Kleine Straße 17 52° 6′ 13″ N, 9° 21′ 28″ O    | Wohnhaus            |                                                                         | 35218215 |      |
| Kleine Straße 18 52° 6′ 13″ N, 9° 21′ 27″ O    | Wohnhaus            |                                                                         | 35218239 |      |
| Kleine Straße 19 52° 6′ 13″ N, 9° 21′ 27″ O    | Wohnhaus            | Wohnsitz von Philipp Spitta von 1830 bis 1837 als Pastor und Seelsorger | 35218263 |      |
| Kleine Straße 20 52° 6′ 13″ N, 9° 21′ 27″ O    | Wohnhaus            |                                                                         | 35218287 |      |
| Kleine Straße 21 52° 6′ 13″ N, 9° 21′ 27″ O    | Wohnhaus            |                                                                         | 35218311 |      |
| Kleine Straße 22 52° 6′ 14″ N, 9° 21′ 27″ O    | Wohnhaus            |                                                                         | 35218335 |      |
| Kleine Straße 23 52° 6′ 14″ N, 9° 21′ 27″ O    | Wohnhaus            |                                                                         | 35218359 |      |
| Kleine Straße 24 52° 6′ 14″ N, 9° 21′ 27″ O    | Wohnhaus            |                                                                         | 35218383 |      |
| Kleine Straße 25 52° 6′ 14″ N, 9° 21′ 27″ O    | Wohnhaus            |                                                                         | 35218407 |      |

### Gruppe: Wohnhäuser Kupferschmiedestraße 2, 3
Die Gruppe „Wohnhäuser Kupferschmiedestraße 2, 3“ hat die ID 35205427.

| Lage                                              | Bezeichnung | Beschreibung | ID       | Bild |
| ------------------------------------------------- | ----------- | ------------ | -------- | ---- |
| Kupferschmiedestraße 2 52° 6′ 13″ N, 9° 21′ 16″ O | Wohnhaus    |              | 35206931 |      |
| Kupferschmiedestraße 3 52° 6′ 13″ N, 9° 21′ 16″ O | Wohnhaus    |              | 35206955 |      |

### Gruppe: Wohn-/Geschäftshäuser Münsterkirchhof
Die Gruppe „Wohn-/Geschäftshäuser Münsterkirchhof“ hat die ID 35205457.

| Lage                                        | Bezeichnung | Beschreibung | ID       | Bild |
| ------------------------------------------- | ----------- | ------------ | -------- | ---- |
| Münsterkirchhof 2 52° 6′ 6″ N, 9° 21′ 19″ O | Gasthaus    |              | 35207075 |      |
| Münsterkirchhof 4 52° 6′ 6″ N, 9° 21′ 19″ O | Gasthaus    |              | 35207099 |      |

### Gruppe: Straßenzug Markt, Osterstraße
Die Gruppe „Straßenzug Markt, Osterstraße“ hat die ID 35205232.

| Lage                                             | Bezeichnung         | Beschreibung | ID       | Bild           |
| ------------------------------------------------ | ------------------- | --- | -------- | -------------- |
| Ritterstraße 1 52° 6′ 20″ N, 9° 21′ 21″ O        | Wohn-/Geschäftshaus | | 35217111 |                |
| Pferdemarkt 1 52° 6′ 18″ N, 9° 21′ 22″ O         | Verwaltungsgebäude  | | 35216818 |                |
| Pferdemarkt 2 52° 6′ 19″ N, 9° 21′ 22″ O         | Verwaltungsgebäude  | | 35216843 |                |
| Am Markt 1 52° 6′ 15″ N, 9° 21′ 22″ O            | Wohn-/Geschäftshaus | | 35214416 | BW             |
| Am Markt 2 52° 6′ 16″ N, 9° 21′ 22″ O            | Bank (Geldinstitut) | | 35214440 |                |
| Am Markt 4 52° 6′ 16″ N, 9° 21′ 22″ O            | Bank (Geldinstitut) | | 35214464 |                |
| Am Markt 5 52° 6′ 17″ N, 9° 21′ 22″ O            | Wohnhaus            | | 35214488 |                |
| Am Markt 6 52° 6′ 17″ N, 9° 21′ 22″ O            | Wohn-/Geschäftshaus | | 35214512 |                |
| Am Markt 7 52° 6′ 18″ N, 9° 21′ 22″ O            | Wohn-/Geschäftshaus | | 35214536 |                |
| Osterstraße 2 52° 6′ 17″ N, 9° 21′ 25″ O         | Hochzeitshaus       | | 35215743 | Weitere Bilder |
| Pferdemarkt 52° 6′ 18″ N, 9° 21′ 25″ O           | Kirche (Bauwerk)    | Marktkirche St. Nicolai | 35216792 | Weitere Bilder |
| Pferdemarkt 5 52° 6′ 19″ N, 9° 21′ 23″ O         | Wohn-/Geschäftshaus | | 35216918 |                |
| Pferdemarkt 6 52° 6′ 19″ N, 9° 21′ 24″ O         | Wohn-/Geschäftshaus | | 35216942 |                |
| Pferdemarkt 7 52° 6′ 19″ N, 9° 21′ 25″ O         | Wohn-/Geschäftshaus | | 35216966 |                |
| Pferdemarkt 8 52° 6′ 19″ N, 9° 21′ 25″ O         | Wohn-/Geschäftshaus | | 35216990 |                |
| Pferdemarkt 9 52° 6′ 19″ N, 9° 21′ 26″ O         | Wohn-/Geschäftshaus | | 35217014 |                |
| Pferdemarkt 10 52° 6′ 19″ N, 9° 21′ 27″ O        | Wohn-/Geschäftshaus | | 35217038 |                |
| Emmernstraße 1 52° 6′ 20″ N, 9° 21′ 27″ O        | Wohn-/Geschäftshaus | | 35214614 |                |
| Emmernstraße 1 a 52° 6′ 20″ N, 9° 21′ 27″ O      | Wohn-/Geschäftshaus | | 35214638 |                |
| Emmernstraße 12 52° 6′ 20″ N, 9° 21′ 28″ O       | Wohn-/Geschäftshaus | | 35214781 |                |
| Emmernstraße 10 52° 6′ 19″ N, 9° 21′ 27″ O       | Wohn-/Geschäftshaus | | 35214757 |                |
| Emmernstraße 8 52° 6′ 19″ N, 9° 21′ 27″ O        | Gasthaus            | | 35214733 |                |
| Emmernstraße 2 52° 6′ 18″ N, 9° 21′ 27″ O        | Wohn-/Geschäftshaus | | 35214662 |                |
| Osterstraße 3 52° 6′ 17″ N, 9° 21′ 27″ O         | Wohn-/Geschäftshaus | | 35215769 |                |
| Osterstraße 4 52° 6′ 17″ N, 9° 21′ 27″ O         | Wohn-/Geschäftshaus | | 35215793 |                |
| Osterstraße 5 52° 6′ 17″ N, 9° 21′ 28″ O         | Wohn-/Geschäftshaus | | 35215817 |                |
| Osterstraße 6 52° 6′ 17″ N, 9° 21′ 28″ O         | Wohn-/Geschäftshaus | | 35215841 |                |
| Osterstraße 7 52° 6′ 17″ N, 9° 21′ 29″ O         | Wohn-/Geschäftshaus | | 35215865 |                |
| Osterstraße 8 52° 6′ 17″ N, 9° 21′ 30″ O         | Wohnhaus            | Stiftsherrenhaus | 35215889 | Weitere Bilder |
| Osterstraße 9 52° 6′ 17″ N, 9° 21′ 30″ O         | Wohnhaus            | Leisthaus mit Museum Hameln | 35215919 | Weitere Bilder |
| Osterstraße 10 52° 6′ 17″ N, 9° 21′ 31″ O        | Wohn-/Geschäftshaus | | 35215948 |                |
| Osterstraße 11 52° 6′ 17″ N, 9° 21′ 31″ O        | Wohn-/Geschäftshaus | | 35215972 |                |
| Osterstraße 12 52° 6′ 17″ N, 9° 21′ 32″ O        | Wohn-/Geschäftshaus | Osterstraße 12 | 35215996 | Weitere Bilder |
| Osterstraße 13 52° 6′ 17″ N, 9° 21′ 33″ O        | Wohn-/Geschäftshaus | | 35216020 |                |
| Osterstraße 14 52° 6′ 17″ N, 9° 21′ 33″ O        | Wohn-/Geschäftshaus | | 35216044 |                |
| Osterstraße 15/16 52° 6′ 17″ N, 9° 21′ 34″ O     | Postamt (Bauwerk)   | | 35216068 |                |
| Osterstraße 17 52° 6′ 16″ N, 9° 21′ 35″ O        | Wohn-/Geschäftshaus | | 35216092 |                |
| Osterstraße 18 52° 6′ 16″ N, 9° 21′ 36″ O        | Wohn-/Geschäftshaus | | 35216116 |                |
| Osterstraße 19 52° 6′ 16″ N, 9° 21′ 36″ O        | Wohn-/Geschäftshaus | | 35216140 |                |
| Osterstraße 20 52° 6′ 16″ N, 9° 21′ 37″ O        | Wohn-/Geschäftshaus | | 35216162 |                |
| Osterstraße 21 52° 6′ 16″ N, 9° 21′ 38″ O        | Wohn-/Geschäftshaus | | 35216186 |                |
| Osterstraße 22 52° 6′ 16″ N, 9° 21′ 38″ O        | Wohn-/Geschäftshaus | | 35216210 | BW             |
| Osterstraße 23 52° 6′ 16″ N, 9° 21′ 39″ O        | Wohnhaus            | | 35216234 |                |
| Osterstraße 25 52° 6′ 16″ N, 9° 21′ 40″ O        | Kirche (Bauwerk)    | Garnisonskirche Hameln | 35216258 |                |
| Heiligengeiststraße 1 52° 6′ 17″ N, 9° 21′ 40″ O | Hospital            | | 35215213 |                |
| Osterstraße 28 52° 6′ 15″ N, 9° 21′ 39″ O        | Gasthaus            | Rattenfängerhaus | 35216283 | Weitere Bilder |
| Osterstraße 29 52° 6′ 15″ N, 9° 21′ 38″ O        | Wohn-/Geschäftshaus | | 35216308 |                |
| Osterstraße 30 52° 6′ 15″ N, 9° 21′ 37″ O        | Gasthaus            | | 35216332 |                |
| Osterstraße 31 52° 6′ 15″ N, 9° 21′ 37″ O        | Wohn-/Geschäftshaus | | 35216356 |                |
| Osterstraße 32 52° 6′ 15″ N, 9° 21′ 36″ O        | Wohn-/Geschäftshaus | | 35216380 |                |
| Osterstraße 33 52° 6′ 15″ N, 9° 21′ 36″ O        | Wohn-/Geschäftshaus | | 35216404 |                |
| Osterstraße 34 52° 6′ 15″ N, 9° 21′ 35″ O        | Wohn-/Geschäftshaus | | 35216428 |                |
| Osterstraße 35 52° 6′ 15″ N, 9° 21′ 35″ O        | Wohn-/Geschäftshaus | | 35216450 |                |
| Osterstraße 36 52° 6′ 15″ N, 9° 21′ 35″ O        | Wohn-/Geschäftshaus | | 35216474 |                |
| Osterstraße 37 52° 6′ 15″ N, 9° 21′ 34″ O        | Wohn-/Geschäftshaus | | 35216498 |                |
| Osterstraße 44 52° 6′ 16″ N, 9° 21′ 28″ O        | Bank (Geldinstitut) | | 35216522 | BW             |
| Osterstraße 46 52° 6′ 16″ N, 9° 21′ 27″ O        | Wohn-/Geschäftshaus | Eugen-Reintjes-Haus aus den 1570er Jahren. Es verfügt über einen mittelalterlichen Keller mit den ursprünglichen Ausmaßen von 7 × 7 Meter, in dem bei einem Umbau im Jahr 2010 Keramikscherben des Hochmittelalters aus dem 12. und 13. Jahrhundert gefunden wurden. Vermutlich war der Keller ein ebenerdiger Raum, der durch das angestiegene Bodenniveau der Straße zum Keller wurde. Der steinerne Keller wurde beim Bau des Gebäudes in den 16. Jahrhundert mit einbezogen. | 35216546 |                |
| Osterstraße 47 52° 6′ 16″ N, 9° 21′ 27″ O        | Wohn-/Geschäftshaus | | 35216575 |                |
| Osterstraße 48 52° 6′ 16″ N, 9° 21′ 26″ O        | Wohn-/Geschäftshaus | | 35216599 |                |
| Osterstraße 49 52° 6′ 16″ N, 9° 21′ 26″ O        | Wohn-/Geschäftshaus | | 35216623 |                |
| Osterstraße 50 52° 6′ 16″ N, 9° 21′ 25″ O        | Wohn-/Geschäftshaus | | 35216647 |                |
| Osterstraße 51 52° 6′ 16″ N, 9° 21′ 25″ O        | Apotheke            | Raths-Apotheke Hameln | 35216671 |                |
| Osterstraße 52 52° 6′ 15″ N, 9° 21′ 24″ O        | Wohn-/Geschäftshaus | | 35216695 |                |

### Gruppe: Wohnhäuser Neue Marktstraße
Die Gruppe „Wohnhäuser Neue Marktstraße“ hat die ID 35205202.

| Lage                                           | Bezeichnung         | Beschreibung                                                                                             | ID       | Bild |
| ---------------------------------------------- | ------------------- | --- | -------- | ---- |
| Alte Marktstraße 52 52° 6′ 11″ N, 9° 21′ 35″ O | Wohn-/Geschäftshaus | Gutenberghaus                                                                                            | 35214392 |      |
| Neue Marktstraße 2 52° 6′ 11″ N, 9° 21′ 34″ O  | Wohnhaus            | | 35221977 |      |
| Neue Marktstraße 3 52° 6′ 11″ N, 9° 21′ 34″ O  | Wohn-/Geschäftshaus | | 35221999 |      |
| Neue Marktstraße 4 52° 6′ 11″ N, 9° 21′ 33″ O  | Wohnhaus            | | 35222021 |      |
| Neue Marktstraße 5 52° 6′ 11″ N, 9° 21′ 33″ O  | Wohnhaus            | | 35222043 |      |
| Neue Marktstraße 6 52° 6′ 11″ N, 9° 21′ 32″ O  | Wohnhaus            | | 35222065 |      |
| Neue Marktstraße 7 52° 6′ 11″ N, 9° 21′ 32″ O  | Wohnhaus            | | 35222087 |      |
| Neue Marktstraße 8 52° 6′ 11″ N, 9° 21′ 31″ O  | Wohnhaus            | | 35222109 |      |
| Neue Marktstraße 9 52° 6′ 11″ N, 9° 21′ 30″ O  | Wohn-/Geschäftshaus | | 35222131 |      |
| Neue Marktstraße 11 52° 6′ 11″ N, 9° 21′ 29″ O | Wohnhaus            | | 35222174 |      |
| Neue Marktstraße 12 52° 6′ 11″ N, 9° 21′ 29″ O | Wohn-/Geschäftshaus | | 35222196 |      |
| Neue Marktstraße 13 52° 6′ 11″ N, 9° 21′ 28″ O | Wohnhaus            | | 35222218 |      |
| Neue Marktstraße 17 52° 6′ 11″ N, 9° 21′ 28″ O | Wohn-/Geschäftshaus | (zugleich Teil der Gruppe „Wohnhäuser Kleine Straße “)                                                   | 35218455 |      |
| Neue Marktstraße 18 52° 6′ 11″ N, 9° 21′ 29″ O | Gasthaus            | (zugleich Teil der Gruppe „Wohnhäuser Kleine Straße “)                                                   | 35218479 |      |
| Neue Marktstraße 21 52° 6′ 11″ N, 9° 21′ 30″ O | Wohnhaus            | | 35222262 |      |
| Neue Marktstraße 22 52° 6′ 11″ N, 9° 21′ 30″ O | Wohnhaus            | | 35222284 |      |
| Neue Marktstraße 23 52° 6′ 11″ N, 9° 21′ 30″ O | Wohnhaus            | 1583 von Matthias Soistmann errichtet, 1998 Sanierung und Rekonstruktion des Erdgeschosses mit Dielentor | 35222306 |      |
| Neue Marktstraße 24 52° 6′ 11″ N, 9° 21′ 31″ O | Wohnhaus            | | 35222328 |      |
| Neue Marktstraße 25 52° 6′ 12″ N, 9° 21′ 32″ O | Wohnhaus            | | 35222350 |      |
| Neue Marktstraße 26 52° 6′ 12″ N, 9° 21′ 32″ O | Wohn-/Geschäftshaus | | 35222372 |      |
| Neue Marktstraße 26 52° 6′ 12″ N, 9° 21′ 33″ O | Zwischenbau         | | 43576324 | BW   |
| Neue Marktstraße 26 52° 6′ 12″ N, 9° 21′ 32″ O | Hinterhaus          | | 43576197 | BW   |
| Neue Marktstraße 27 52° 6′ 12″ N, 9° 21′ 33″ O | Wohnhaus            | | 35222394 |      |
| Neue Marktstraße 28 52° 6′ 12″ N, 9° 21′ 34″ O | Wohn-/Geschäftshaus | | 35222416 |      |
| Neue Marktstraße 29 52° 6′ 12″ N, 9° 21′ 34″ O | Wohnhaus            | | 35222438 |      |
| Neue Marktstraße 30 52° 6′ 12″ N, 9° 21′ 35″ O | Wohn-/Geschäftshaus | | 35222460 |      |
| Neue Marktstraße 31 52° 6′ 12″ N, 9° 21′ 36″ O | Wohn-/Geschäftshaus | | 35222482 |      |

### Gruppe: Wohnhäuser Platzstraße 6, 7
Die Gruppe „Wohnhäuser Platzstraße 6, 7“ hat die ID 35205171.

| Lage                                    | Bezeichnung | Beschreibung | ID       | Bild |
| --------------------------------------- | ----------- | ------------ | -------- | ---- |
| Platzstraße 6 52° 6′ 5″ N, 9° 21′ 27″ O | Wohnhaus    |              | 35217062 |      |
| Platzstraße 7 52° 6′ 6″ N, 9° 21′ 27″ O | Wohnhaus    | Salzburg     | 35217086 |      |

### Gruppe: Hofanlage Redenhof
Die Gruppe „Hofanlage Redenhof“ hat die ID 35205155.

| Lage                                        | Bezeichnung              | Beschreibung       | ID       | Bild           |
| ------------------------------------------- | ------------------------ | ------------------ | -------- | -------------- |
| Ostertorwall 37 52° 6′ 7″ N, 9° 21′ 34″ O   | Herrenhaus (Bauwerk)     | Redenhof           | 35216719 | Weitere Bilder |
| Ostertorwall 37 A 52° 6′ 8″ N, 9° 21′ 35″ O | Wohn-/Wirtschaftsgebäude | Hofanlage Redenhof | 35216768 |                |
| Ostertorwall 37 52° 6′ 6″ N, 9° 21′ 35″ O   | Mauer                    | Hofanlage Redenhof | 35216744 |                |

### Gruppe: Wohn-/Geschäftshäuser. Ritterstraße 5, 6, 7
Die Gruppe „Wohn-/Geschäftshäuser. Ritterstraße 5, 6, 7“ hat die ID 35205367.

| Lage                                      | Bezeichnung         | Beschreibung | ID       | Bild |
| ----------------------------------------- | ------------------- | ------------ | -------- | ---- |
| Ritterstraße 5 52° 6′ 21″ N, 9° 21′ 21″ O | Wohn-/Geschäftshaus |              | 35218503 |      |
| Ritterstraße 6 52° 6′ 22″ N, 9° 21′ 21″ O | Wohn-/Geschäftshaus |              | 35218527 |      |
| Ritterstraße 7 52° 6′ 22″ N, 9° 21′ 21″ O | Wohn-/Geschäftshaus |              | 35218551 |      |

### Gruppe: Wohnhäuser Thietorstraße
Die Gruppe „Wohnhäuser Thietorstraße“ hat die ID 35205322.

| Lage                                        | Bezeichnung         | Beschreibung | ID       | Bild |
| ------------------------------------------- | ------------------- | ------------ | -------- | ---- |
| Thietorstraße 17 52° 6′ 22″ N, 9° 21′ 16″ O | Wohnhaus            |              | 35218743 |      |
| Thietorstraße 18 52° 6′ 23″ N, 9° 21′ 16″ O | Wohnhaus            |              | 35218767 |      |
| Thietorstraße 19 52° 6′ 23″ N, 9° 21′ 17″ O | Wohnhaus            |              | 35218791 |      |
| Thietorstraße 20 52° 6′ 23″ N, 9° 21′ 17″ O | Gasthaus            |              | 35218815 |      |
| Thietorstraße 21 52° 6′ 23″ N, 9° 21′ 18″ O | Wohn-/Geschäftshaus |              | 35218839 |      |
| Thietorstraße 23 52° 6′ 23″ N, 9° 21′ 18″ O | Wohnhaus            |              | 35218861 |      |
| Thietorstraße 24 52° 6′ 23″ N, 9° 21′ 19″ O | Wohnhaus            |              | 35218885 |      |
| Thietorstraße 25 52° 6′ 23″ N, 9° 21′ 19″ O | Wohnhaus            |              | 35218909 |      |
| Thietorstraße 26 52° 6′ 23″ N, 9° 21′ 19″ O | Wohn-/Geschäftshaus |              | 35218933 |      |
| Thietorstraße 27 52° 6′ 23″ N, 9° 21′ 20″ O | Wohn-/Geschäftshaus |              | 35218955 |      |
| Thietorstraße 28 52° 6′ 23″ N, 9° 21′ 21″ O | Wohn-/Geschäftshaus |              | 35218979 |      |

### Gruppe: Wohn-/Geschäftshäuser Wendenstraße
Die Gruppe „Wohn-/Geschäftshäuser Wendenstraße“ hat die ID 35205442.

| Lage                                               | Bezeichnung         | Beschreibung                                         | ID       | Bild |
| -------------------------------------------------- | ------------------- | ---------------------------------------------------- | -------- | ---- |
| Wendenstraße 1 52° 6′ 11″ N, 9° 21′ 21″ O          | Wohn-/Geschäftshaus |                                                      | 35207243 |      |
| Wendenstraße 2 52° 6′ 11″ N, 9° 21′ 20″ O          | Wohn-/Geschäftshaus |                                                      | 35207267 |      |
| Wendenstraße 4 52° 6′ 11″ N, 9° 21′ 20″ O          | Wohn-/Geschäftshaus |                                                      | 35207313 |      |
| Wendenstraße 5 52° 6′ 11″ N, 9° 21′ 19″ O          | Wohn-/Geschäftshaus |                                                      | 35207337 |      |
| Wendenstraße 6 52° 6′ 11″ N, 9° 21′ 19″ O          | Wohn-/Geschäftshaus |                                                      | 35207361 |      |
| Wendenstraße 7 52° 6′ 11″ N, 9° 21′ 18″ O          | Wohn-/Geschäftshaus |                                                      | 35207385 |      |
| Wendenstraße 8 52° 6′ 12″ N, 9° 21′ 18″ O          | Wohn-/Geschäftshaus |                                                      | 35207409 |      |
| Wendenstraße 9 52° 6′ 12″ N, 9° 21′ 17″ O          | Wohn-/Geschäftshaus |                                                      | 35207433 |      |
| Wendenstraße 10 52° 6′ 12″ N, 9° 21′ 17″ O         | Wohn-/Geschäftshaus |                                                      | 35207457 |      |
| Kupferschmiedestraße 10 52° 6′ 13″ N, 9° 21′ 18″ O | Wohnhaus            |                                                      | 35206979 |      |
| Kupferschmiedestraße 11 52° 6′ 13″ N, 9° 21′ 17″ O | Gasthaus            |                                                      | 35207003 |      |
| Kupferschmiedestraße 12 52° 6′ 12″ N, 9° 21′ 17″ O | Wohnhaus            |                                                      | 35207027 |      |
| Kupferschmiedestraße 13 52° 6′ 12″ N, 9° 21′ 17″ O | Wohnhaus            |                                                      | 35207051 |      |
| Wendenstraße 16 52° 6′ 12″ N, 9° 21′ 18″ O         | Wohnhaus            |                                                      | 35207481 |      |
| Wendenstraße 17 52° 6′ 12″ N, 9° 21′ 19″ O         | Wohn-/Geschäftshaus |                                                      | 35207505 |      |
| Wendenstraße 18 52° 6′ 12″ N, 9° 21′ 19″ O         | Wohnhaus            |                                                      | 35207529 |      |
| Wendenstraße 19 52° 6′ 12″ N, 9° 21′ 20″ O         | Wohnhaus            |                                                      | 35207553 |      |
| Wendenstraße 22 52° 6′ 12″ N, 9° 21′ 21″ O         | Wohn-/Geschäftshaus |                                                      | 35207599 |      |
| Bäckerstraße 50 52° 6′ 11″ N, 9° 21′ 22″ O         | Wohn-/Geschäftshaus | (zugleich Teil der Gruppe „Straßenzug Bäckerstraße“) | 35206550 |      |
| Bäckerstraße 50 52° 6′ 11″ N, 9° 21′ 21″ O         | Wohnhaus            | (zugleich Teil der Gruppe „Straßenzug Bäckerstraße“) | 35206574 |      |
| Bäckerstraße 51 52° 6′ 12″ N, 9° 21′ 22″ O         | Wohn-/Geschäftshaus | (zugleich Teil der Gruppe „Straßenzug Bäckerstraße“) | 35206598 |      |

## Einzelbaudenkmale
| Lage                                          | Bezeichnung         | Beschreibung | ID       | Bild           |
| --------------------------------------------- | ------------------- | --- | -------- | -------------- |
| Alte Marktstraße 20 52° 6′ 6″ N, 9° 21′ 26″ O | Speicher (Bauwerk)  | Speicher Alte Marktstr. 20                                                                                           | 35219616 |                |
| Bäckerstraße 30 52° 6′ 4″ N, 9° 21′ 23″ O     | Wohnhaus            | Hugenottenhaus | 35220432 |                |
| Großehofstraße 17 52° 6′ 5″ N, 9° 21′ 26″ O   | Wohnhaus            | | 35221349 | BW             |
| Kastanienwall 52° 6′ 24″ N, 9° 21′ 23″ O      | Turm (Bauwerk)      | Pulverturm, Am Pulverturm 1                                                                                          | 35221621 |                |
| Kastanienwall 14 52° 6′ 24″ N, 9° 21′ 27″ O   | Turm (Bauwerk)      | Haspelmathturm | 35221642 |                |
| Münsterkirchhof 52° 6′ 6″ N, 9° 21′ 16″ O     | Kirche (Bauwerk)    | St. Bonifatius (Hameln)                                                                                              | 35221819 | Weitere Bilder |
| Münsterkirchhof 52° 6′ 6″ N, 9° 21′ 18″ O     | Brunnen             | Lachsbrunnen | 35221840 |                |
| Münsterkirchhof 52° 6′ 7″ N, 9° 21′ 17″ O     | Denkmal             | Denkmal für Franz Georg Ferdinand Schläger, der 1822 bis 1869 Senior (Hauptpastor) an der Stadtkirche in Hameln war. | 35221863 |                |
| Münsterkirchhof 7 52° 6′ 6″ N, 9° 21′ 14″ O   | Wohnhaus            | Küsterhaus | 35221908 |                |
| Münsterkirchhof 8 52° 6′ 7″ N, 9° 21′ 15″ O   | Gasthaus            | | 35221932 |                |
| Neuetorstraße 4 52° 6′ 24″ N, 9° 21′ 21″ O    | Wohnhaus            | | 35222526 |                |
| Osterstraße 26 52° 6′ 16″ N, 9° 21′ 40″ O     | Bank (Geldinstitut) | | 35222572 | BW             |
| Ostertorwall 28 52° 6′ 4″ N, 9° 21′ 30″ O     | Wohnhaus            | | 35222744 | BW             |
| Ostertorwall 34 52° 6′ 4″ N, 9° 21′ 31″ O     | Wohnhaus            | | 35222763 | BW             |
| Ostertorwall 37 B 52° 6′ 9″ N, 9° 21′ 36″ O   | Feuerwache          | | 35222782 | BW             |
| Ostertorwall 38 52° 6′ 10″ N, 9° 21′ 38″ O    | Villa               | | 35222806 |                |
| Ostertorwall 39 52° 6′ 11″ N, 9° 21′ 39″ O    | Wohnhaus            | | 35222829 |                |
| Ostertorwall 40 52° 6′ 12″ N, 9° 21′ 39″ O    | Bank (Geldinstitut) | | 35222852 |                |
| Papenstraße 3 52° 6′ 10″ N, 9° 21′ 16″ O      | Wohnhaus            | | 35222875 |                |
| Papenstraße 5 52° 6′ 9″ N, 9° 21′ 16″ O       | Schule              | Papenschule | 35222898 |                |
| Papenstraße 6 52° 6′ 8″ N, 9° 21′ 16″ O       | Wohnhaus            | | 35222921 |                |
| Papenstraße 9 52° 6′ 8″ N, 9° 21′ 14″ O       | Wohnhaus            | | 35222944 |                |
| Ritterstraße 8 52° 6′ 22″ N, 9° 21′ 22″ O     | Wohnhaus            | | 35222990 |                |
| Sudetenstraße 1 52° 6′ 15″ N, 9° 21′ 13″ O    | Mühle (Baukomplex)  | Stadtbibliothek, ehemalige Pfortmühle                                                                                | 35223059 |                |
| Zehnthof 1 52° 6′ 20″ N, 9° 21′ 11″ O         | Gerichtsgebäude     | Amtsgericht | 45757900 |                |